# Championnats d'Afrique de triathlon sprint
Les championnats d'Afrique de triathlon sprint  sont organisés pour la première fois en 2007. Les courses du championnat élite sont courues sur une distance de 750 m de natation, 20 km de cyclisme et 5 km de course à pied. Ces épreuves sont organisées par la fédération africaine de triathlon et relèvent des championnats continentaux de la World Triathlon.

## Histoire
Une première édition a lieu à Richards Bay en Afrique du Sud en mai 2007. Les Sud-Africains dominent la compétition avec la victoire de Wikus Weber chez les hommes et de Carla Germishuys chez les femmes.
Une nouvelle édition a lieu à Blue Bay à Maurice en septembre 2023. La compétition masculine est remportée par le Tunisien Jawad Abdelmoula tandis que la Sud-Africaine Vicky van der Merwe domine l'épreuve féminine.

## Palmarès

### Hommes
| Année | Lieu                          | Médaille d'or    | Temps          | Médaille d'argent | Temps         | Médaille de bronze         | Temps          |
| ----- | ----------------------------- | ---------------- | -------------- | ----------------- | ------------- | -------------------------- | -------------- |
| 2023  | Blue Bay (Maurice)            | Jawad Abdelmoula | 54 min 44 s    | Badr Siwane       | 55 min 55 s   | Laurent Jean Gael L'Entete | 57 min 42 s    |
| 2007  | Richards Bay (Afrique du Sud) | Wikus Weber      | 1 h 3 min 30 s | Abrahm Louw       | 1 h 4 min 2 s | Theo Blignaut              | 1 h 4 min 13 s |

### Femmes
| Année | Lieu                          | Médaille d'or       | Temps           | Médaille d'argent  | Temps           | Médaille de bronze | Temps           |
| ----- | ----------------------------- | ------------------- | --------------- | ------------------ | --------------- | ------------------ | --------------- |
| 2023  | Blue Bay (Maurice)            | Vicky van der Merwe | 1 h 1 min 51 s  | Bridget Theunissen | 1 h 3 min 13 s  | Kahina Mebarki     | 1 h 4 min 1 s   |
| 2007  | Richards Bay (Afrique du Sud) | Carla Germishuys    | 1 h 11 min 22 s | Carlyn Fischer     | 1 h 12 min 35 s | Alexia Loizou      | 1 h 14 min 30 s |